# Rima Sultana Rimu
Rima Sultana Rimu (Ramu, Bangladesh, c. 2002) és una educadora i activista bengalina pels drets humans de la minoria ètnica rohingya i de les comunitats autòctones que hi conviuen. Imparteix sessions d'alfabetisme i actua de mediadora al Basar de Cox bengalí —on s'hi troba un dels conjunts de camps de refugiats més poblats del món— amb tallers sobre drets de les dones, alfabetisme i en matèria de resolució de conflictes a través de la ràdio i del teatre.

## Contribució social
Rima Sultana Rimu va néixer pels volts de 2002 al poble de Ramu, a la província bengalina del Basar de Cox i filla de família pagesa. L'any 2018, a 17 anys, va involucrar-se en la xarxa internacional Young Women for Leadership, que pertany a la Xarxa Mundial de Dones Pacificadores en col·laboració amb l'organització local pels drets de les dones Jago Nari Unnayan Sangsta, que rep el suport de l'ONU Dones. A partir d'aquell moment hi va actuar com a ambaixadora i va desenvolupar amb altres companyes bengalines diversos plans d'alfabetisme i càlcul elemental. Aquestes formacions eren impartides a 60 dones i a la quitxalla de la minoria ètnica amenaçada rohingya al camp de Balukhali (que patia uns nivells d'analfabetisme molt alarmants; més del 50% en menors de 12 anys), i també a 60 dones bengalines més de les comunitats d'acollida limítrofs.
També va contribuir a fer minvar les tensions creixents entre la població autòctona i l'allau de refugiats i de sol·licitants d'asil rohingyes, que cap a finals de la dècada del 2010 es van agreujar significativament atesa la pobresa preexistent a la província del Basar de Cox. A través de l'ús de la ràdio, d'obres teatrals i d'altres tecnologies, va treballar amb altres noies al llarg de 2019 i 2020 en tallers de lectura, escriptura, sobre drets de les dones i de mediació a fi de promoure diàlegs positius i establir ponts entre ambdues comunitats convivents.
Per aquesta tasca humanitària, l'any 2020 fou designada com una de les dones més influents i inspiradores del planeta per la cadena britànica BBC, a través de la seva iniciativa 100 Women BBC.